# سیارک ۱۲۱۳۴
سیارک ۱۲۱۳۴ (به انگلیسی: 12134 Hansfriedeman، نامگذاری:2574P-L) دوازده هزار و صد و سی و چهارمین سیارک کشف شده‌است که در ۲۴ سپتامبر ۱۹۶۰ کشف شد.